# Juta Strīķe

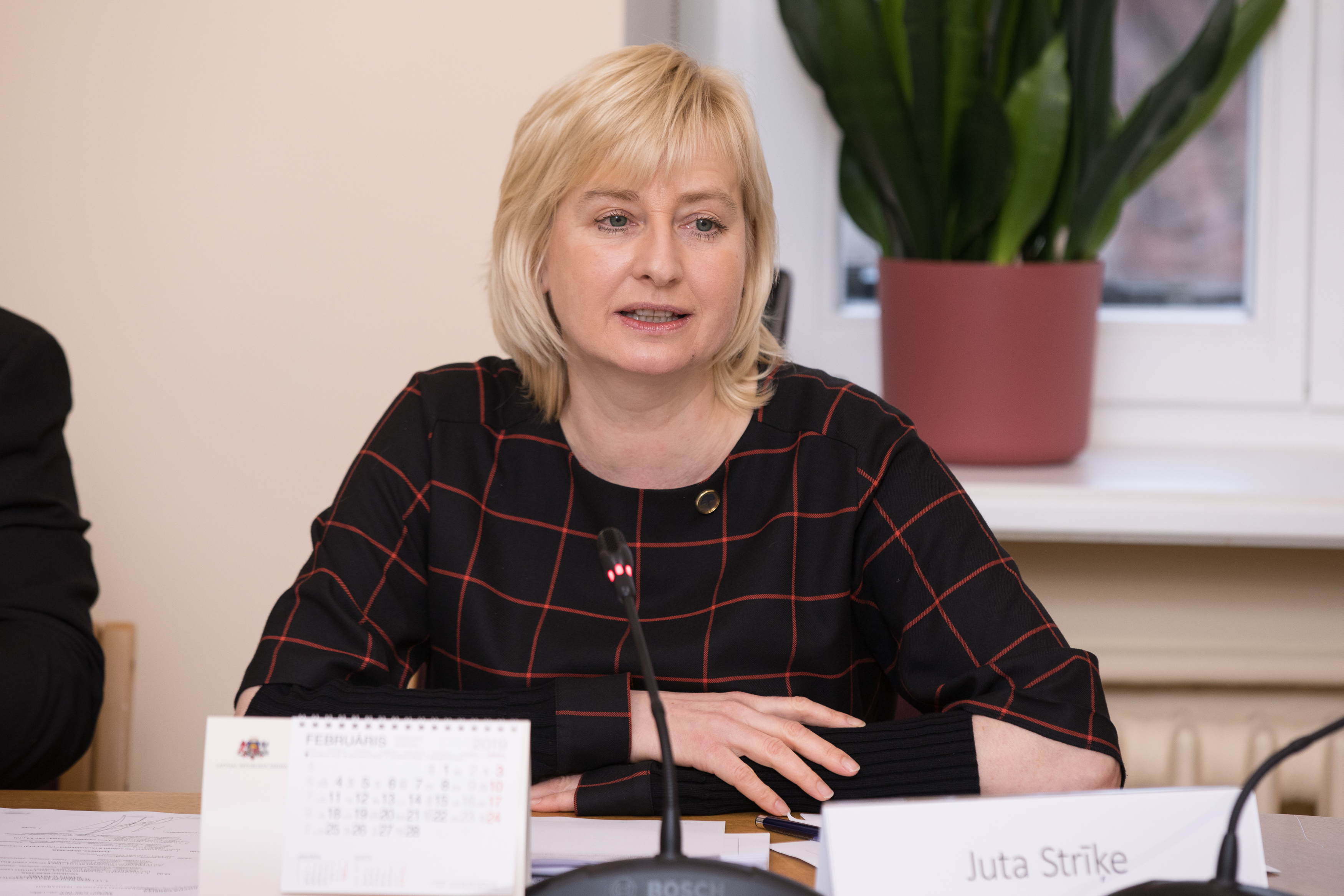
Juta Strīķe, 2019

Juta Strīķe (geborene Potapova; * 18. Juli 1970 in Moskau; † 18. März 2020 in Jūrmala) war eine lettische Politikerin und Beamtin in der Antikorruptionsbehörde KNAB.

## Leben
Juta Strīķe wurde in Moskau geboren und absolvierte dort die Mittelschule. Ihren Studienabschluss machte sie an der Universität Lettlands. Strīķe arbeitete bei der lettischen Sicherheitspolizei und ab 2003 bei dem Büro für Korruptionsverhütung und -bekämpfung (KNAB). Sie war zeitweise stellvertretende Leiterin dieser Behörde. Nach verschiedenen Rechtsstreitigkeiten mit Jaroslavs Streļčenoks, dem neuen Leiter der KNAB, wurde Strīķē in niedrigere Funktionen versetzt und verließ 2016 die Institution.

### Politik
2017 wurde Strīķe in den Stadtrat der lettischen Hauptstadt Riga gewählt.
Nach der Parlamentswahl in Lettland 2018 war sie Abgeordnete der Jaunā konservatīvā partija (JKP) im lettischen Parlament. Von ihrer Fraktion wurde sie am 6. November 2018, dem Tag der ersten Zusammenkunft des neu gewählten Parlaments, zur Fraktionsvorsitzenden gewählt. Am 30. Januar 2019 wurde sie Vorsitzende des Rechtsausschusses des Parlaments.
Am 18. März 2020 starb sie an einer schweren Krankheit. Justizminister Jānis Bordāns, der Vorsitzende  der JKP, betonte, dass ihre Krankheit nicht in Zusammenhang mit der im März 2020 auch in Lettland verbreiteten COVID-19-Pandemie gestanden habe.